# Bataille de Luzzara
Guerre de Succession d'Espagne
Batailles
Campagnes de Flandre et du Rhin
- Landau (1702)
- Friedlingen (1702)
- Kehl (1703)
- Ekeren (1703)
- Höchstädt (1703)
- Spire (1703)
- Schellenberg (Donauworth) (1704)
- Blenheim (1704)
- Landau (1704)
- Vieux-Brisach (1704)
- Eliksem (1705)
- Ramillies (1706)
- Stollhofen (1707)
- Cap Béveziers (1707)
- Cap Lizard (1707)
- Audenarde (1708)
- Wynendaele (1708)
- Lille (1708)
- Gand (1708)
- Malplaquet (1709)
- Douai (1710)
- Bouchain (1711)
- Denain (1712)
- Bouchain (1712)
- Douai (1712)
- Landau (1713)
- Fribourg (1713)

Campagnes d'Italie
- Carpi (1701)
- Chiari (1701)
- Crémone (1702)
- Luzzara (1702)
- Verceil (1704)
- Cassano (1705)
- Nice (1705-1706)
- Calcinato (1706)
- Turin (1706)
- Castiglione (1706)
- Toulon (1707)
- Gaeta (1707)
- Cesana (1708)
- Syracuse (1710)

Campagnes d'Espagne et de Portugal
- Cadix (1702)
- Vigo (navale 1702)
- Cap de la Roque (1703)
- Gibraltar (août 1704)
- Ceuta (1704) (es)
- Málaga (1704)
- Gibraltar (1704-1705)
- Marbella (1705)
- Montjuïc (1705)
- Barcelone (1705)
- Badajoz (1705)
- Barcelone (1706)
- Murcie (1706) (es)
- El Albujón (1706) (es)
- Santa Cruz de Ténérife (1706) (en)
- Almansa (1707)
- Xàtiva (1707)
- Ciudad Rodrigo (1707) (en)
- Lérida (1707)
- Tortosa (1708)
- Minorque (1708)
- Gudiña (1709)
- Almenar (1710)
- Saragosse (1710)
- Brihuega (1710)
- Villaviciosa (1710)
- Barcelone (1713-1714)

Campagnes de Hongrie
- Saint-Gotthard (1703) (en)
- Biskupice (1704) (en)
- Smolenice (1704) (en)
- Koroncó (1704) (en)
- Zsibó (1705) (en)
- Saint-Gotthard (1705) (en)
- Trenčín (1708) (en)

Antilles et Amérique du sud
- Santa Marta (1702)
- Guadeloupe (1703)
- Nassau (1703)
- Colonia del Sacramento (1704)
- Carthagène (1708)
- Rio (1710)
- Carthagène (1711)
- Rio (1711)
- Cassard (1712)

La bataille de Luzzara eut lieu le 15 août 1702, pendant la guerre de Succession d'Espagne. Louis-Joseph de Vendôme avait pris la ville de Luzzara au début du moi d'août 1702. La ville contrôlant un point de passage vital sur le Pô, Eugène de Savoie tente de la prendre aux français en déclenchant un assaut. Il ne parvient pas à déloger les français qui subissent néanmoins de fortes pertes et doivent stopper leur campagne.

## Prélude
Le 12 juillet à Crémone, Philippe V alors âgé de dix-neuf ans, venu en personne à la tête d'un petit contingent d'environ 2 000 soldats, pour défendre les possessions d'Espagne en Italie, rejoint l'armée française composée d'environ 30 000 hommes commandés par Vendôme. Ils se joignent à un contingent de Charles-Henri de Lorraine, prince de Vaudémont, gouverneur général du Milanais pour le compte du roi d'Espagne.
L'armée impériale est un peu moins nombreuse, mais a l'avantage du soutien de la population, qui désire mettre fin à l'occupation espagnole. Les deux généraux les plus importants après le prince Eugène sont le fils et le neveu de Charles-Henri de Lorraine : Charles Thomas de Lorraine-Vaudémont et Charles François de Lorraine, prince de Commercy,.

## La bataille
Entre Luzzara et le fleuve Pô se dressaient deux digues en terre, construites pour empêcher le fleuve de déborder sur la campagne : une grande juste à l'extérieur de la ville, et une plus petite proche du fleuve. Le prince Eugène prévoyait de dissimuler ses troupes derrière celles-ci et de prendre l'armée franco-savoyarde par surprise ; leur première tâche serait en effet de rassembler du fourrage et d'abreuver les chevaux, il espérait ainsi les surprendre désarmés. Il divisa ses forces en deux lignes, la gauche sous les ordres de Visconti et du prince de Commercy, la droite sous ceux de Vaudémont, tandis qu'il commandait le centre. 
Durant la matinée et le début de l'après-midi du 15 août, les troupes impériales traversent le Pô et se mettent en position, mais sont repérées par une patrouille française. Aussitôt les Impériaux escaladent la digue et fondent sur les Français, qui sont rangés en ordre de marche, contraints de former leurs lignes sous le feu ennemi,. Vers 17 heures, le prince Eugène ordonne une attaque générale. 
Son aile droite est repoussée à quatre reprises, avec de lourdes pertes des deux côtés, notamment parmi les unités irlandaises et le régiment d'Albemarle tenant la gauche française. La lutte sur l'aile gauche est tout aussi sanglante. Commercy et son infanterie danoise manquent à plusieurs reprises de percer, mais le prince est tué ainsi que plusieurs officiers supérieurs.

## Conséquences
Les deux camps revendiquent la victoire, à Paris comme à Vienne on célèbre la victoire par une messe.
Après la bataille, les deux armées restèrent longtemps à proximité l'une de l'autre, avant que les Français, à l'approche de la mauvaise saison, ne quittent la région le 4 novembre, mettant ainsi fin à la campagne de 1702.

## Sources
- Mémoires complets et authentiques du duc de Saint-Simon sur le siècle de Louis XIV et la régence Par Louis de Rouvroy Saint-Simon
- Portraits militaires, esquisses historiques et stratégiques, Nicolas Édouard de La Barre Duparcq, 1861
- Histoire de France, depuis les temps les plus reculés jusqu'en 1789 Par Henri Martin